# Internetportal
 For alternative betydninger, se Portal (flertydig). (Se også artikler, som begynder med Portal)
En internetportal eller webportal er en portal og et websted på internettet, der indeholder links og søgefunktioner til en række websteder.
En internetportal er typisk rettet efter et bestemt emne eller en særlig brugergruppe, som på borger.dk og er altså mere specifik end blot en indgangsside.